# Эйфория бегуна

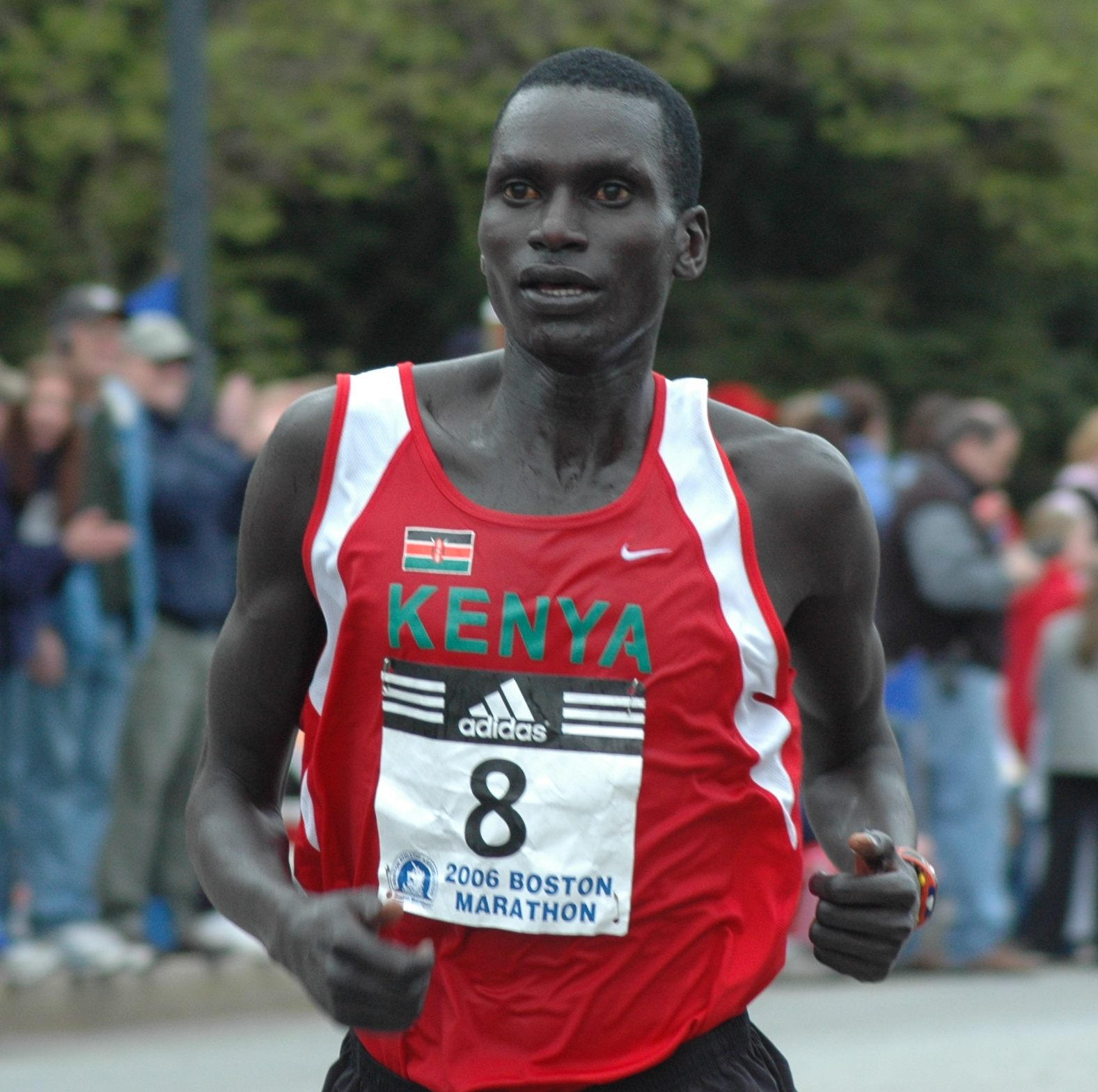
Бегун-марафонец на дистанции

Эйфори́я бегуна́ (англ. runner's high) — состояние особого подъёма, сходное с лёгким опьянением, наблюдаемое у спортсменов в циклических видах спорта во время длительной физической активности, в результате которой возрастает устойчивость к боли и усталости. Теории, объясняющие действие эйфории бегуна, появились в 1970-х годах в США на волне интереса к бегу трусцой, тогда же были открыты опиатные μ-рецепторы в мозгу.

## Проявления
Эйфория бегуна появляется во время продолжительной непрерывной тренировки умеренной или высокой интенсивности при учащённом дыхании. Это ощущение может быть кратким, но иногда длится несколько дней. Испытавшие его чувствуют себя более счастливыми, спокойными, готовыми к разрешению жизненных трудностей и более ясно мыслят. После забега на длинную дистанцию обычно поднимается болевой порог и появляется ощущение приподнятости. Действие эффекта бегуна могут описывать как «переживание совершенства окружающего» и сравнивать с оргазмом. Бегун на сверхдлинные дистанции Яннис Курос, а также знаменитые русские бегуны Михаил и Валентина Ермаковы свидетельствовали, что в моменты наибольшей усталости испытывали отделение сознания от истощённого тела, которое следовало за ведущим его вперёд отделившимся сознанием. В целом, эйфория бегуна является состоянием подъёма, вызванным стимулами окружающей обстановки вокруг бегуна и биологическими аспектами стресса, связанными с бегом. Встречаются также случаи, когда тренирующийся испытывает не улучшение настроения, а негативные чувства, что сопряжено с негативным воздействием внешних условий, таких, как бег в холодный дождливый день, по незнакомой территории, плавание в холодной воде. У регулярно тренирующихся спортсменов обычно наблюдается синдром толерантности, когда нагрузки, приводившие в начале тренировок к «эйфории бегуна», перестают оказывать подобное действие.
Наиболее вероятно проявление эйфории бегуна в таких видах физической активности, как бег на длинные дистанции, беговые лыжи, гребля, езда на велосипеде, аэробика, баскетбол, регби, футбол.
Среди альпинистов наблюдается сходное явление — высокогорная эйфория, возникающая вследствие пониженного парциального давления кислорода в воздухе, что приводит к недостаточному снабжению мозга кислородом.

## Теории возникновения

### Эндорфинная теория
В литературе часто упоминаются эндорфины (гормоны гипофиза) как причина появления эйфории бегуна. Согласно этой точке зрения эндорфины появляются в течение долгих, непрерывных физических усилий с уровнем интенсивности от умеренного до высокого, когда дыхание затруднено.
Эндорфины выделяются в кровь при работе на выносливость, и при интенсивной тренировке их содержание в крови может вырасти в 5 раз по сравнению с уровнем покоя, удерживаясь в повышенной концентрации в течение нескольких часов. Эндорфины вызывают состояние своеобразной эйфории, ощущение беспричинной радости, физического и психического благополучия, подавляют чувство голода и боли, в результате чего резко улучшается настроение.
В ходе коротких и интенсивных упражнений также выделяется эндорфин, но в незначительных количествах, которые подготавливают организм к дальнейшей физической нагрузке. Выделение эндорфина даёт эмоциональную реакцию на стресс, улучшение настроения и повышение физической сопротивляемости организма к боли, что позволяет прилагать дальнейшие усилия, которые при обычных обстоятельствах не могли бы быть продолжены. Это явление описывается бегунами как принятие сознанием контроля над телом.
По мнению некоторых физиологов, предрасположенность к «эндогенному морфинизму» зависит от индивидуальных особенностей организма, и марафонцы являются группой, в которой явление эйфории бегуна встречается наиболее часто. Существует также предположение, что эта предрасположенность, возможно, является основной причиной увлечения бегом на дальние расстояния. Известны случаи зависимости от физического истощения, которые причиняли физический и психический вред.
Эндорфины сильно влияют на μ-рецепторы (они являются их агонистами), что стимулирует эйфорические состояния. В 2008 году немецкие исследователи подтвердили существование этого феномена и его связь с выделением эндорфинов. Используя сканирование мозга при помощи позитронно-эмиссионной томографии в сочетании с недавно открытыми химическими веществами[какими?], обнаруживающими эндорфины в мозгу, они имели возможность сравнить мозг бегунов до и после пробега. Полученные данные исследования показали, что в ходе тренировки выделялись эндорфины, которые оказывали воздействие на области мозга, связанные с эмоциями (лимбическая и префронтальная зоны).

### Другие теории
Некоторые учёные ставят под сомнение эндорфинный механизм появления эффекта. Исследования, проведённые в начале 1980-х, вызвали сомнение в связи между эндорфинами и эйфорией бегуна. Если тренирующемуся вводился антагонист (фармакологический агент, который блокирует действие эндорфина, например, налоксон или налтрексон), то у испытуемого проявлялись те же изменения в состоянии, что и без введения блокирующего вещества.
Исследования, которые проводились в Королевской больнице Петра на 8 бегунах после окончания ультрамарафона на дистанцию 100 км, не показали рост уровня бета-эндорфина (одного из важнейших и известнейших эндорфинов) выше нормального уровня.
Исследования, проведённые в 2001 году в британском Ноттингемском университете, связали явление эйфории бегуна с выделением фенилэтиламина — производимого организмом естественного аналога амфетамина.
Исследование, проведённое в 2004 году в Технологическом институте Джорджии, обнаружило, что эффект бегуна может вызывать другой естественный химический реагент — эндоканнабиноидный анандамид, сходный с основным действующим веществом марихуаны. Авторы исследования предположили, что тело производит это вещество для преодоления длительного стресса и боли (аналогично с теорией происхождения эффекта бегуна от выделения эндорфинов). Однако выделение анандамида не сопровождается когнитивными последствиями эффекта бегуна и поэтому не может быть связано с ним в значительной мере.